# Houillères d'Aubigny-la-Ronce

Localisation du gisement sur la carte des bassins houillers français.

Les houillères d'Aubigny-la-Ronce sont des mines de charbon exploitées sur la commune d'Aubigny-la-Ronce en Côte-d'Or, dans l'est de la France.
Le gisement est découvert en 1859, il est exploité une première fois de 1877 à 1899 puis une seconde fois entre le milieu des années 1940 et 1952.
Des vestiges de cette activité (entrées de mines, ruines, terrils et matériel rouillé) subsistent au début du XXIe siècle. 

## Localisation
- Concessions
- Indices de houille
- Limites de concessions
- Limites départementales

Localisation du bassin houiller dans le département de la Côte-d'Or.

Le gisement se situe sur la commune d'Aubigny-la-Ronce, dans le département de la Côte-d'Or, en région Bourgogne-Franche-Comté. Il est situé à quelques kilomètres au nord-est des houillères d'Épinac.

## Géologie
Le charbon exploité est une houille maigre, « flambante », contenant beaucoup de cendre. Le gisement, formé de deux couches date du Stéphanien, il est similaire à celui d'Épinac.

## Histoire

### Découverte
Le gisement est découvert par Monsieur Duchemin qui fait creuser le puits de Roncevaux en 1859 (trente mètres de profondeur). Il creuse également deux puits de recherche. Le premier rencontre le charbon à sept mètres de profondeur. Le second rencontre la houille à cinq mètres, avant d'être abandonné à onze mètres. La concession est finalement abandonnée par manque de moyens.

### Première exploitation
En 1873, Monsieur Duchemin lance l'exploitation avec l'aide de Monsieur Catoire, le puits de Roncevaux et approfondi l'année suivante. Entre 1874 et 1875, quatre autres puits sont creusés, dont le puits de Chaton. Au même moment dix sondages sont exécutés dans les environs du puits de Roncevaux pour rechercher le prolongement du gisement dans la vallée de la Farge, mais tous les résultats sont négatifs. Deux autres sondages exécutés au nord du village d'Aubigny-la-Ronce donnent le même résultat. L'exploitation se fait essentiellement par le puits de Chaton et dans une moindre mesure au puits de Roncevaux, les autres puits n'ayant quasiment pas extrait de charbon. Les mines ferment en 1899.

### Tentative de relance
Une campagne prospective est effectuée par la Société de recherche du Centre qui réalise plusieurs sondages profonds entre 1912 et 1913. Le prolongement est-nord-est du gisement déjà exploité n'est pas retrouvé.

### Seconde exploitation
L'activité est relancée dans les années 1940 par des commerçants d'Épinac qui ouvrent une descenderie. Quelque poches de charbon sont exploitées entre les vieux travaux noyés dans des conditions artisanales et particulièrement dangereuses. Le charbon est transporté sur la place du village par un ancien camion GMC de l'armée américaine (probablement un GMC CCKW) pour être vendu à des artisans locaux et des marchands de charbon. La mine ferme définitivement en 1952,,.

## Travaux

### Puits de Roncevaux (ou d'Aubigny)
Le puits de Roncevaux est creusé en 1859. À treize mètres de profondeur, il rencontre une couche de houille de 1,20 mètre d'épaisseur, fortement inclinée. Un second accrochage est créé à 29,50 mètres de la surface et le fonçage stoppé. Deux galeries de recherches sont creusées. La galerie sud-est recoupe la première couche à neuf mètres de distance. La galerie nord-ouest rencontre une couche de deux mètres d'épaisseur à 55 mètres du puits. Le puits est par la suite abandonné en même temps que la concession.
Le puits est remis en état en 1873. L'année suivante, il est approfondi jusqu'à 80 mètres avec la création d'un troisième accrochage à 76,50 mètres.
En 1892, le puits, alors totalement comblé est entièrement déblayé sur toute sa hauteur. Il retrouve la deuxième couche à 27 mètres de profondeur et la troisième à 76 mètres. Il est équipé d'une machine à vapeur de 25 ch pour l'extraction et d'un nouveau chevalement en 1894. Un puits d'aérage (14 m) est établi à 90 mètres du puits d'extraction,. Le puits de Roncevaux ferme en 1899.
Au début du XXIe siècle subsistent les ruines du bâtiment de la machine d'extraction, l'emplacement du puits formant un entonnoir de plusieurs mètres de diamètre et un terril.

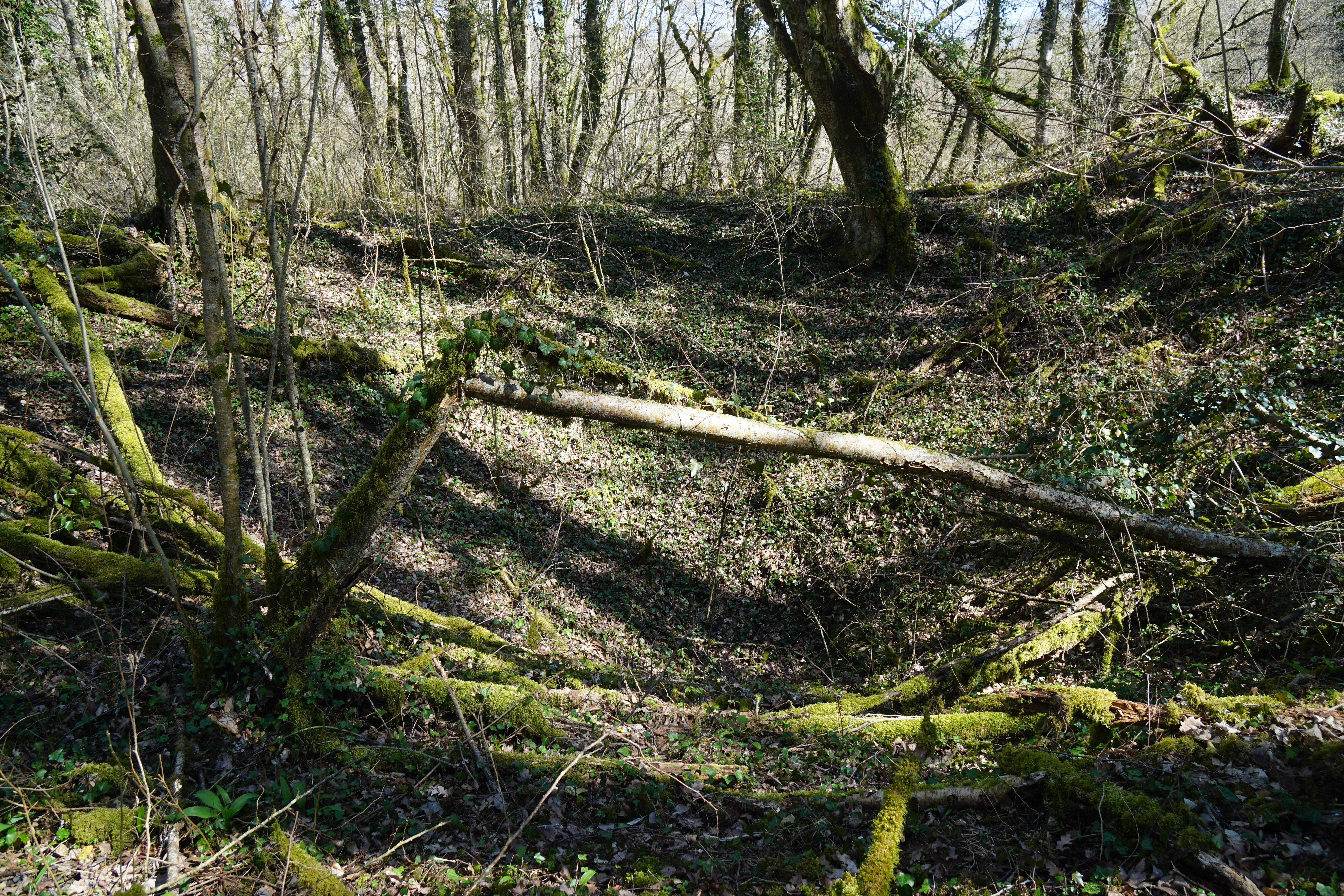
L'emplacement du puits.
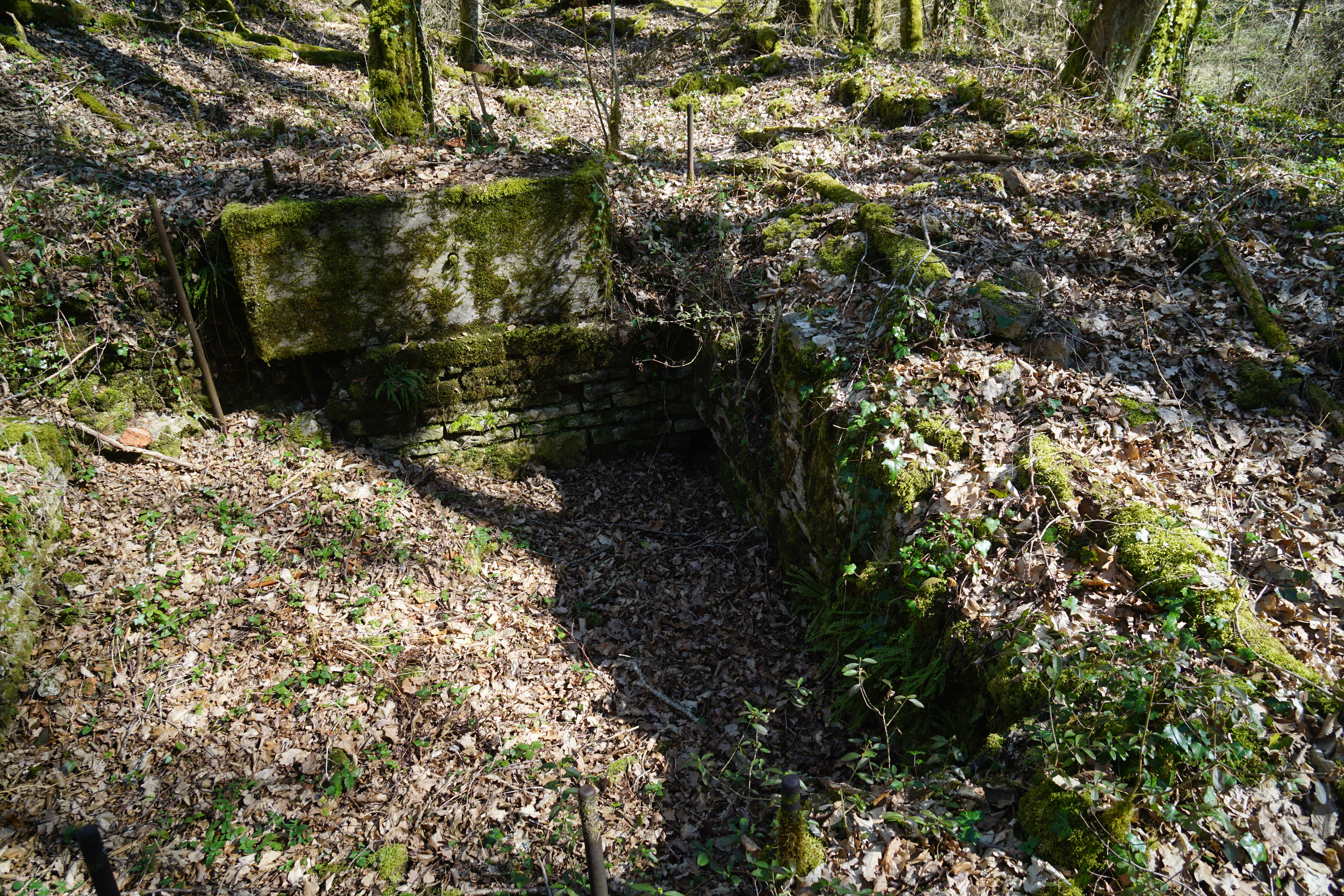
Ruines du bâtiment de la machine d'extraction.
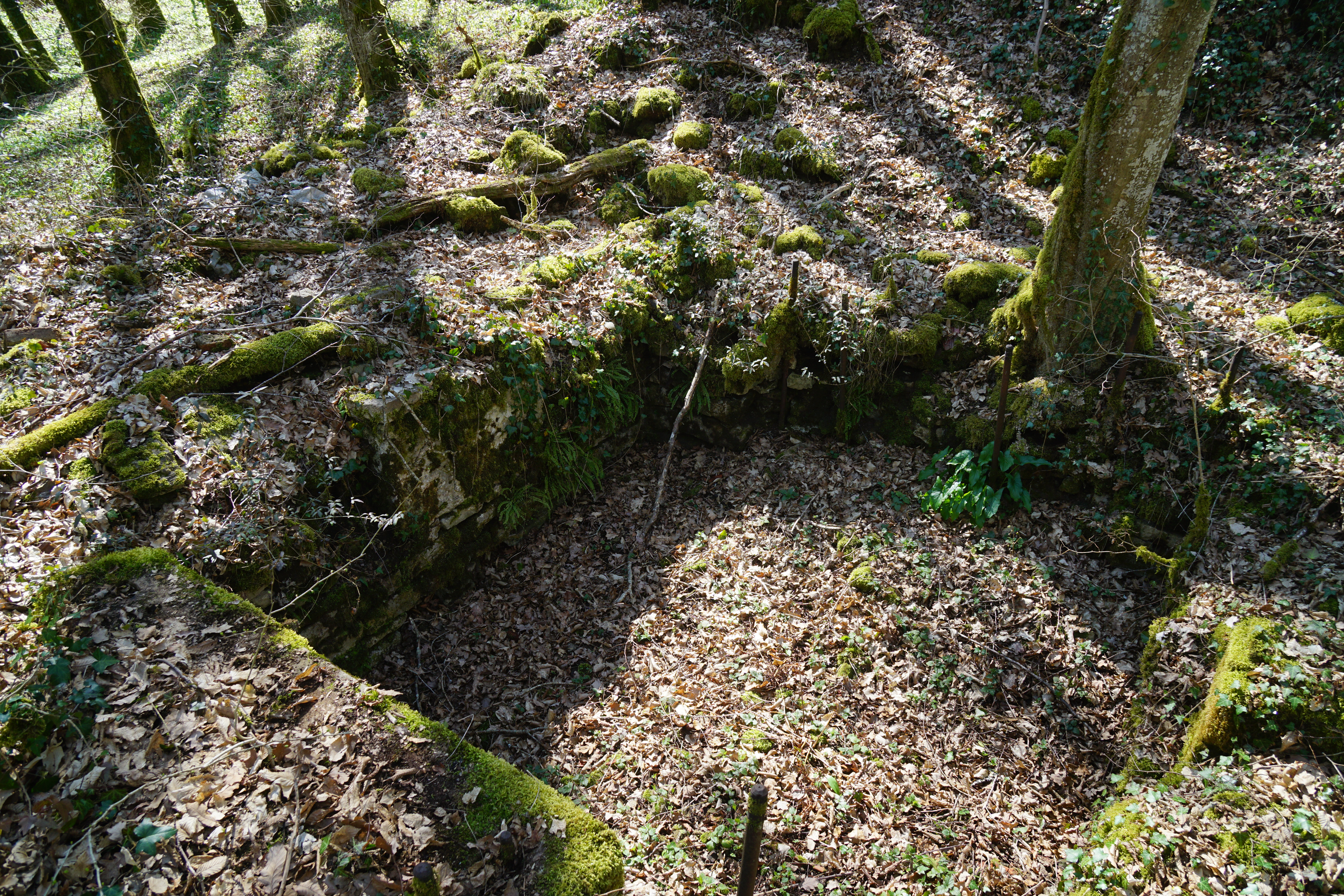
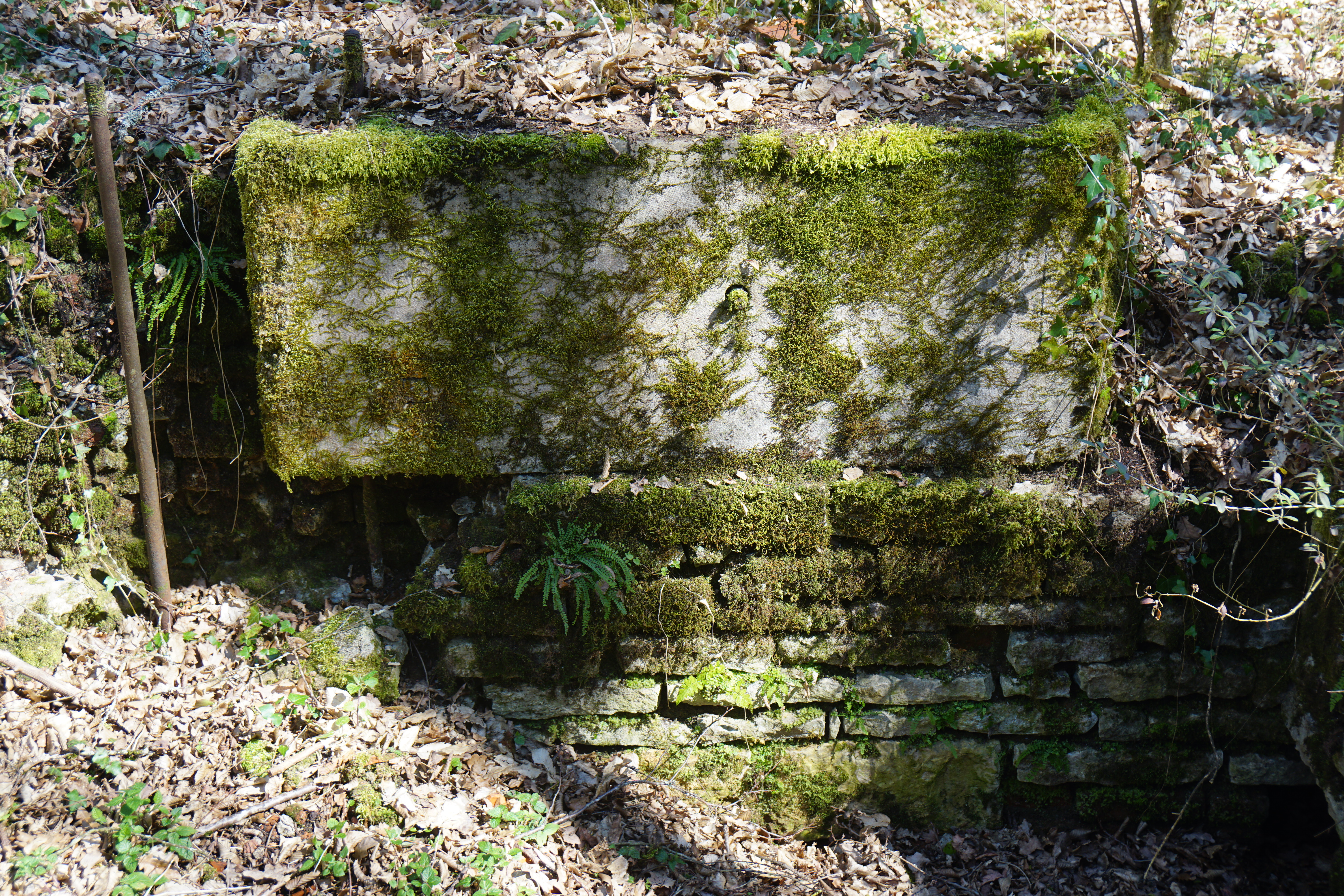
Pierre massive pour machine à vapeur.
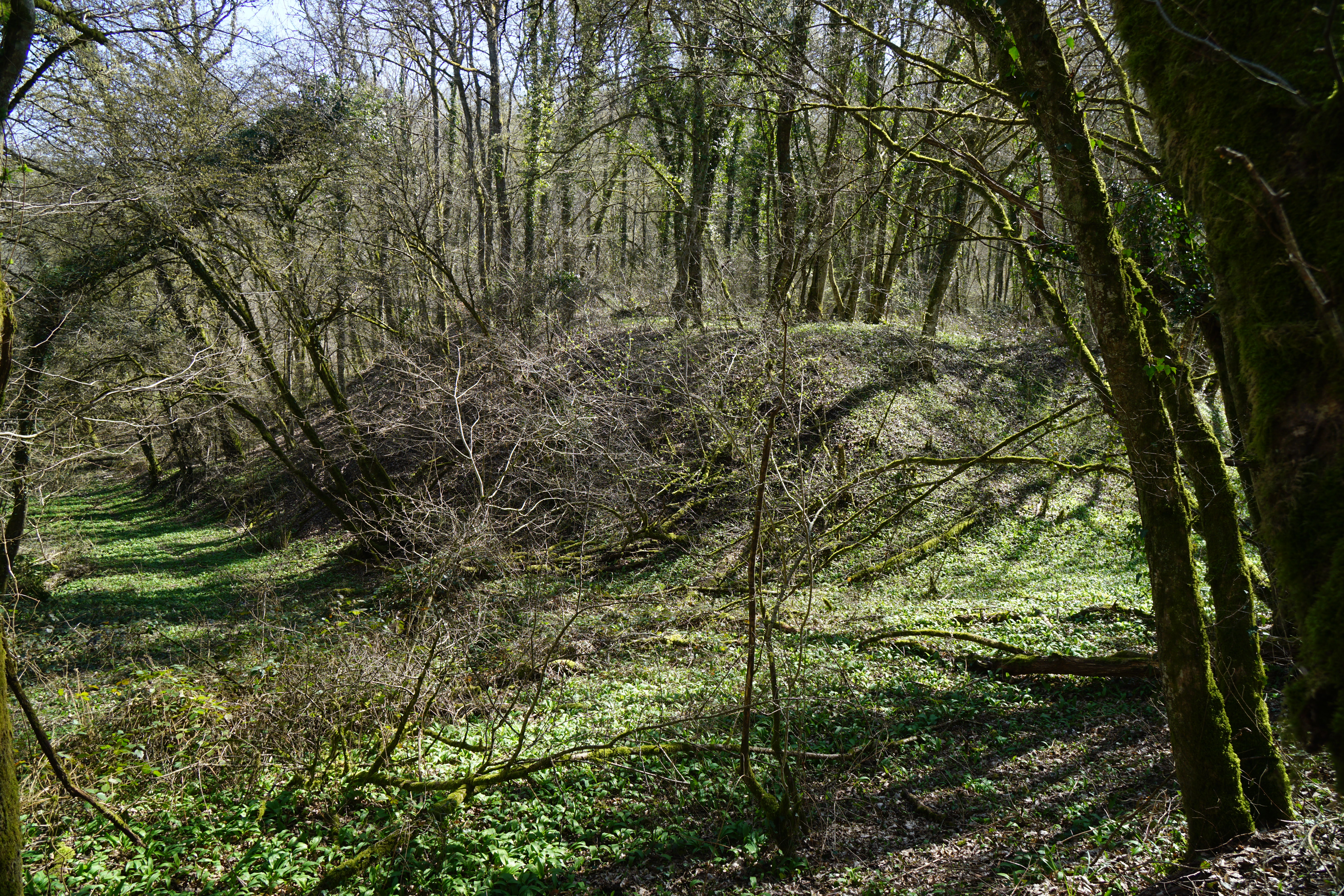
Le terril.

### Puits D
Ce puits est creusé à partir du 7 septembre 1874, à 16,30 mètres de profondeur il rencontre du schiste avec des veinules de charbon. Deux galeries sont alors creusées et le puits est arrêté à 17,50 mètres de fond. Il est rapidement abandonné.

### Puits F
Le fonçage commence le 7 septembre 1874, le puits rencontre du grès houiller au bout 2,50 mètres mais aucune trace de charbon, ce qui cause son abandon.

### Puits G
Foré en 1874, il rencontre du schiste noir à 15,30 mètres de profondeur. Deux galeries de recherche sont creusées mais le puits est envahi par les eaux et abandonné.

### Puits de Chaton
Le puits de Chaton est foncé à partir de février 1875, il rencontre du schiste à quarante mètres de profondeur et un travers-banc est creusé.
Le puits est approfondi jusqu'à 87 mètres et devient le puits le plus productif du bassin minier. La majorité des travaux d'abattages sont situés dans un rayon de 350 mètres autour du puits mais certains chantiers se trouvent jusqu'à 850 mètres de distance. La profondeur maximum est de 115 mètres. Après son abandon, ce puits a laissé d'importants terrils.

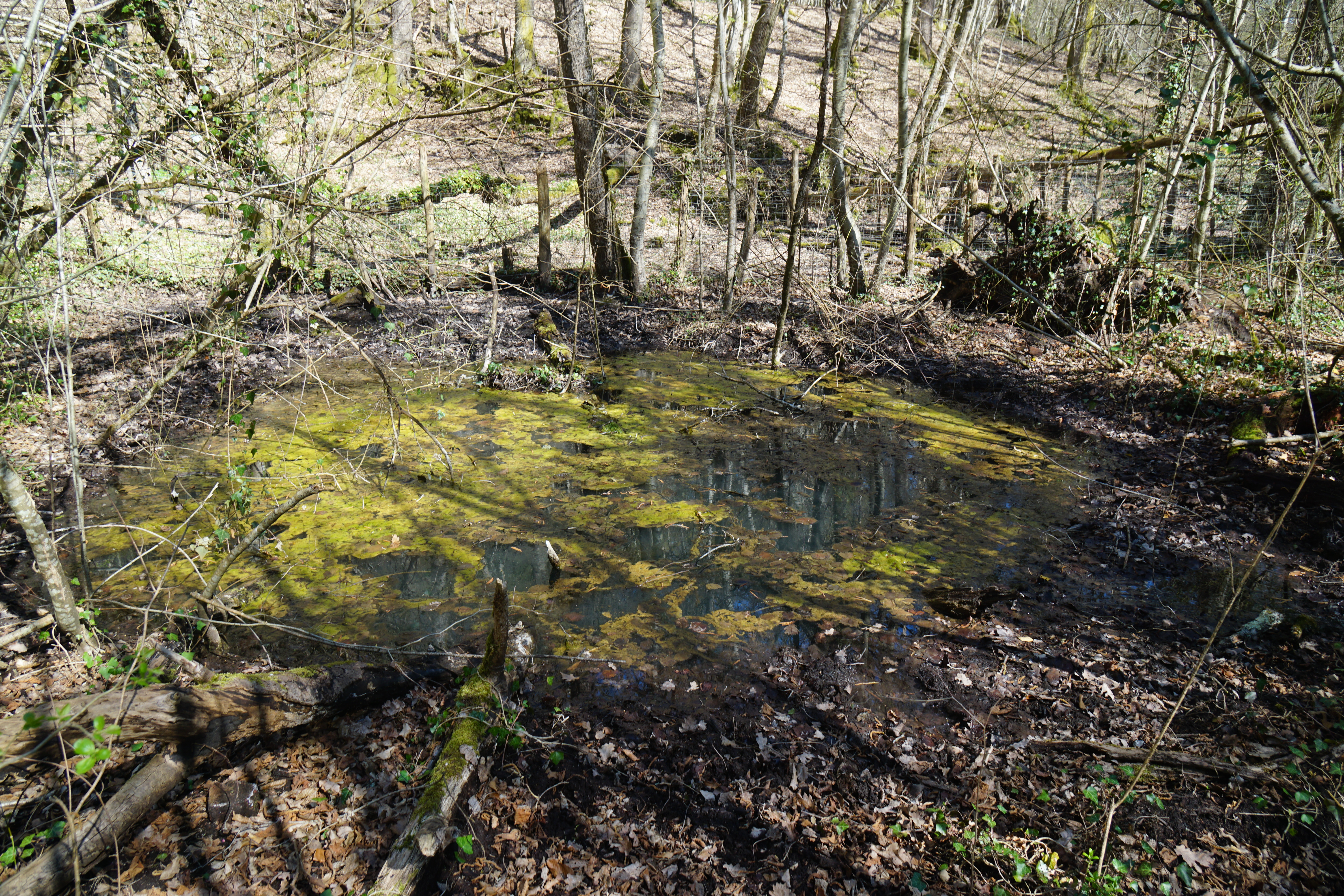
Le puits Chaton.
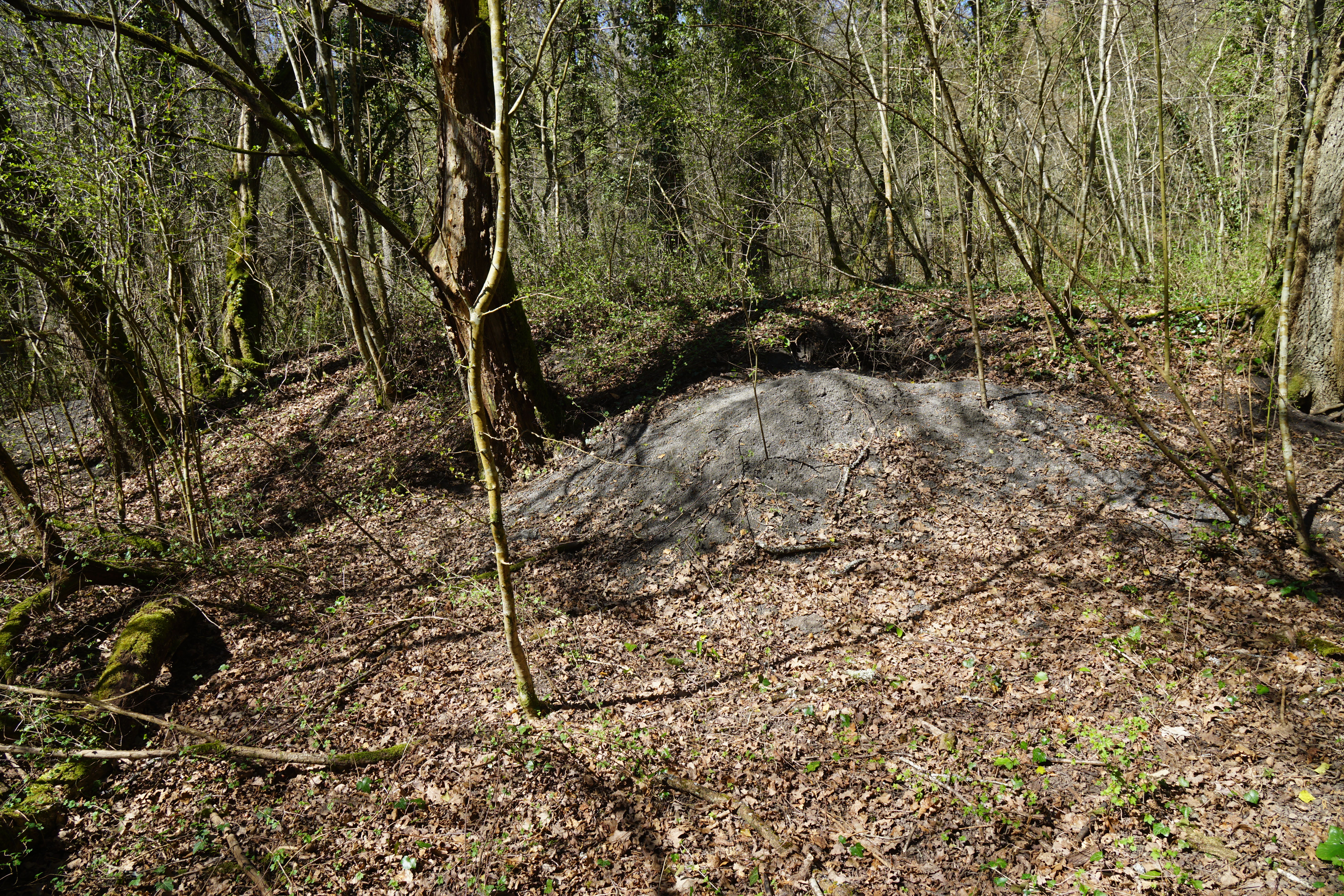
Le terril.
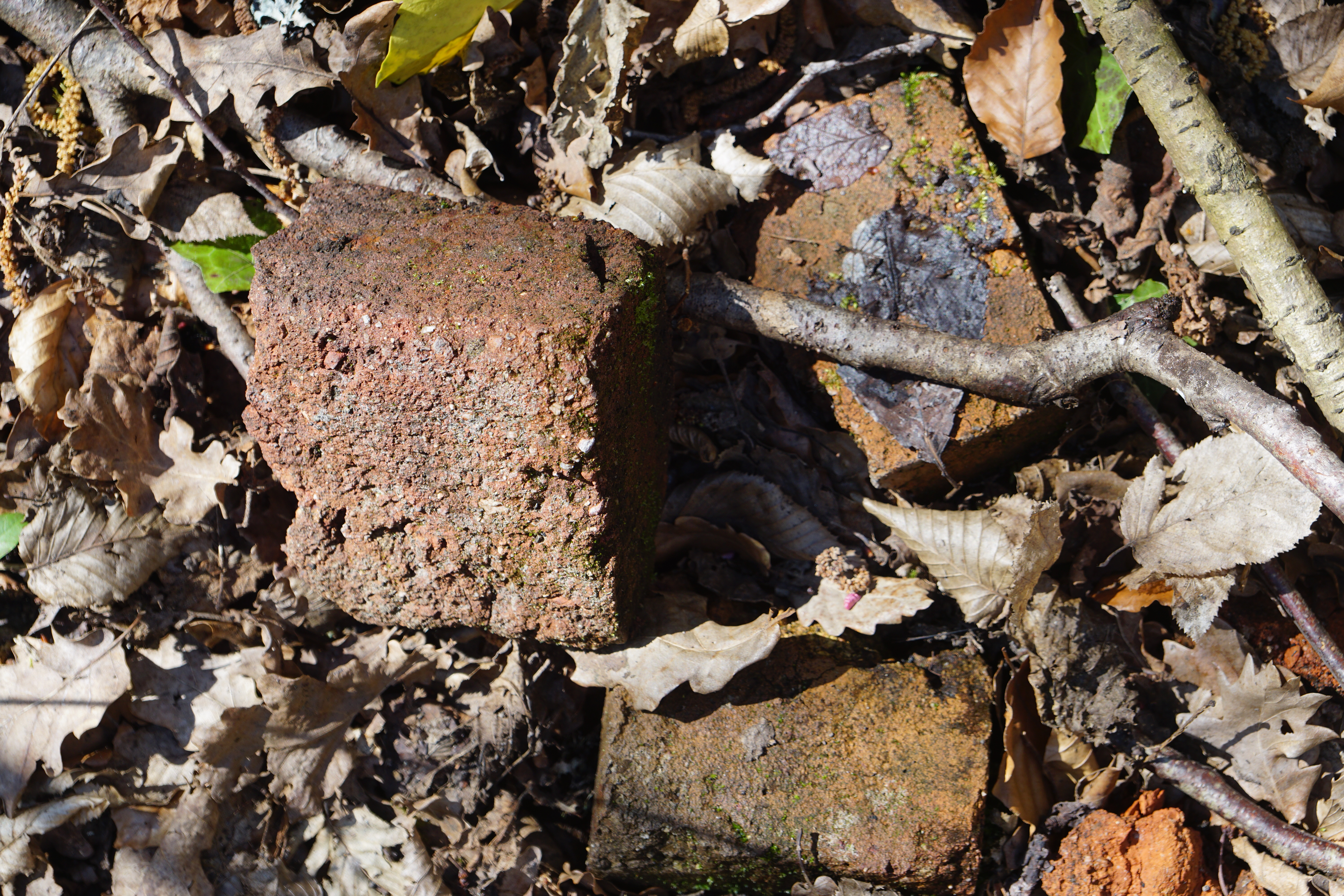
Morceaux de briques issues des anciens bâtiments.

### Descenderie
Un descenderie de 35 mètres de long est creusée dans le voisinage du puits de Roncevaux pour relancer exploitation dans les années 1940. Les berlines sont remontées à l'aide d'un treuil manuel. La remontée d'une berline pleine durait trois quarts d'heure d'après un ancien mineur. Les ouvriers rencontrent régulièrement d'anciens travaux noyés dont l'exhaure est assuré par des pompes électriques,,.

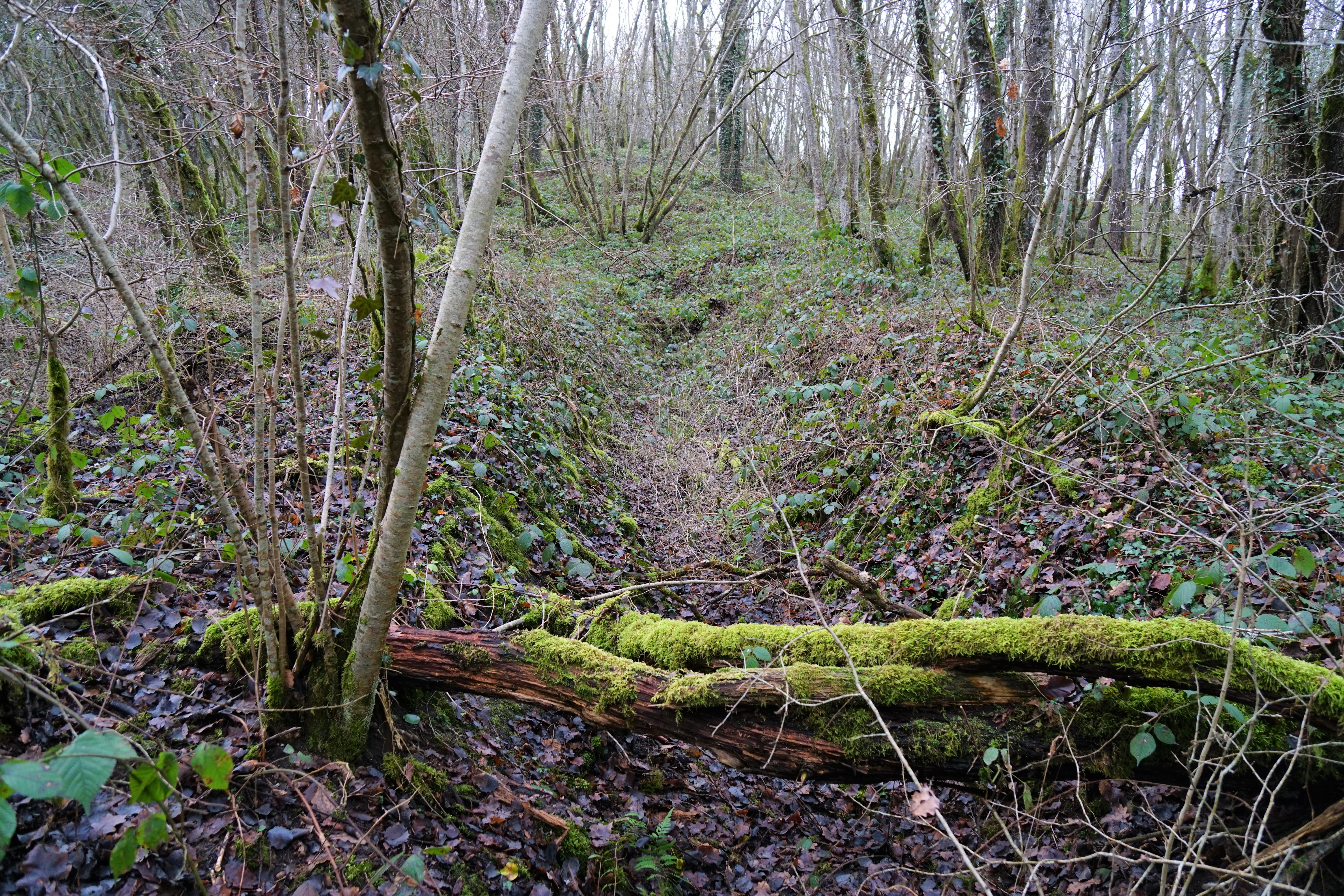
L'entrée remblayée.
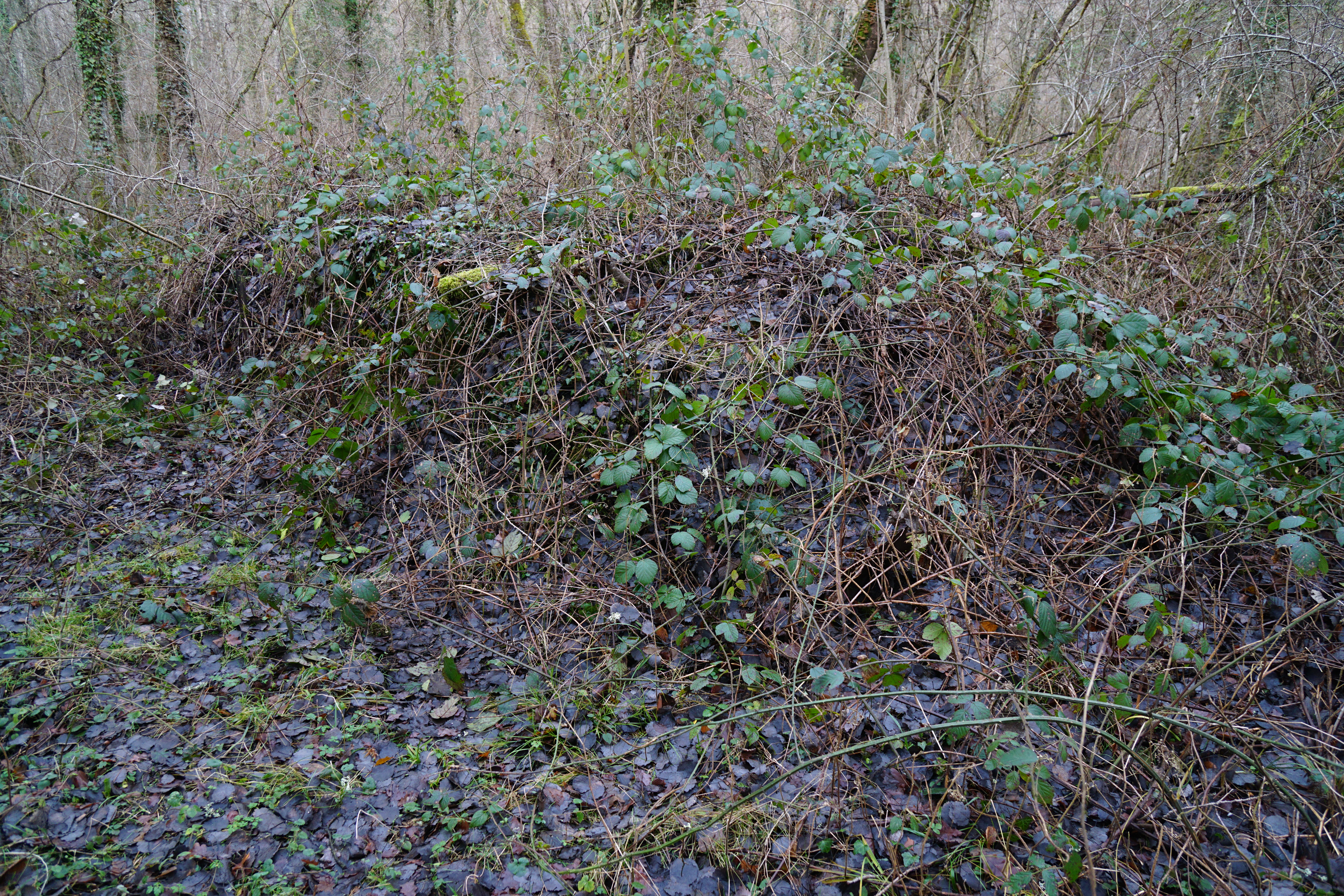
Ruines maçonnées du treuil.
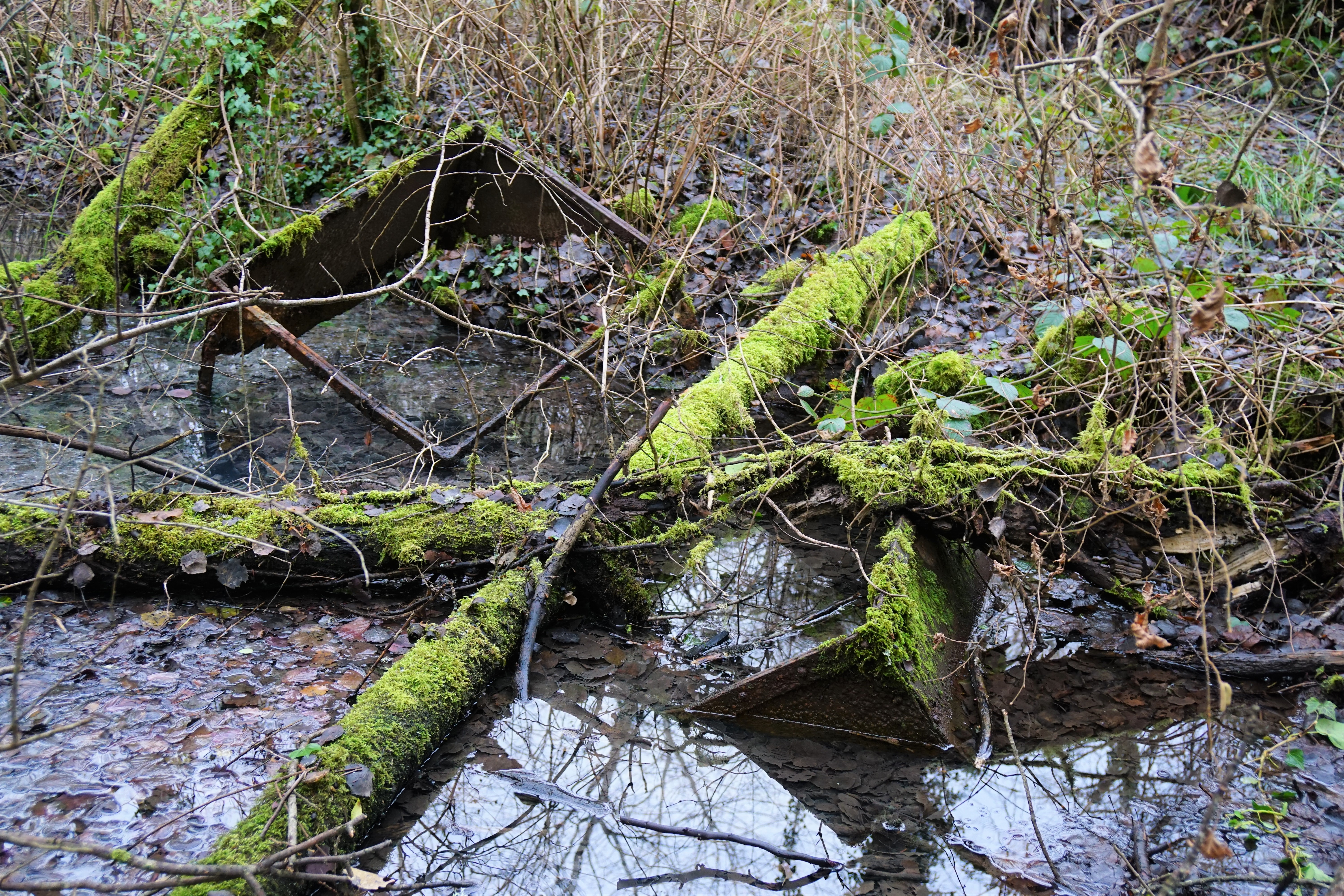
Berlines abandonnées.
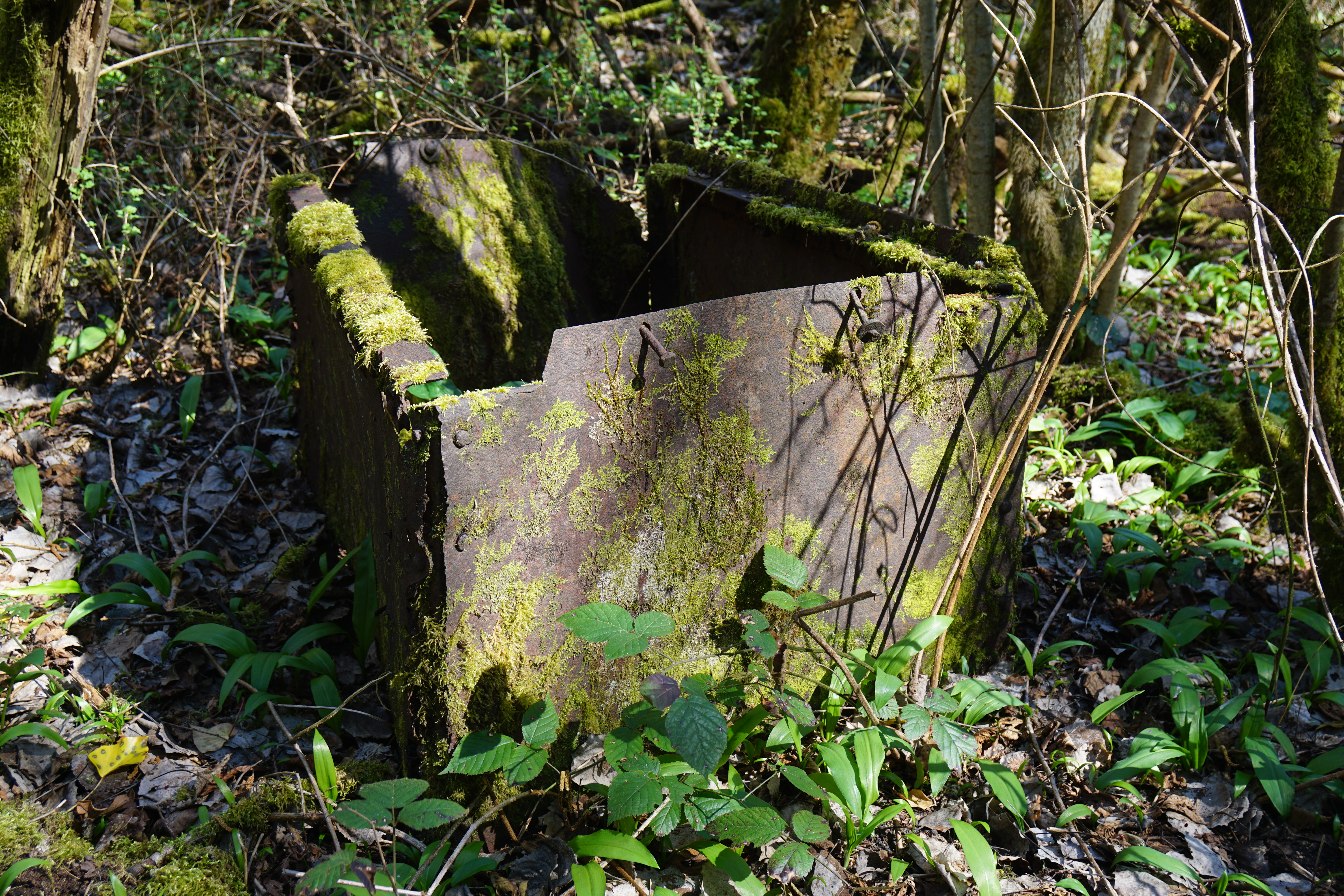
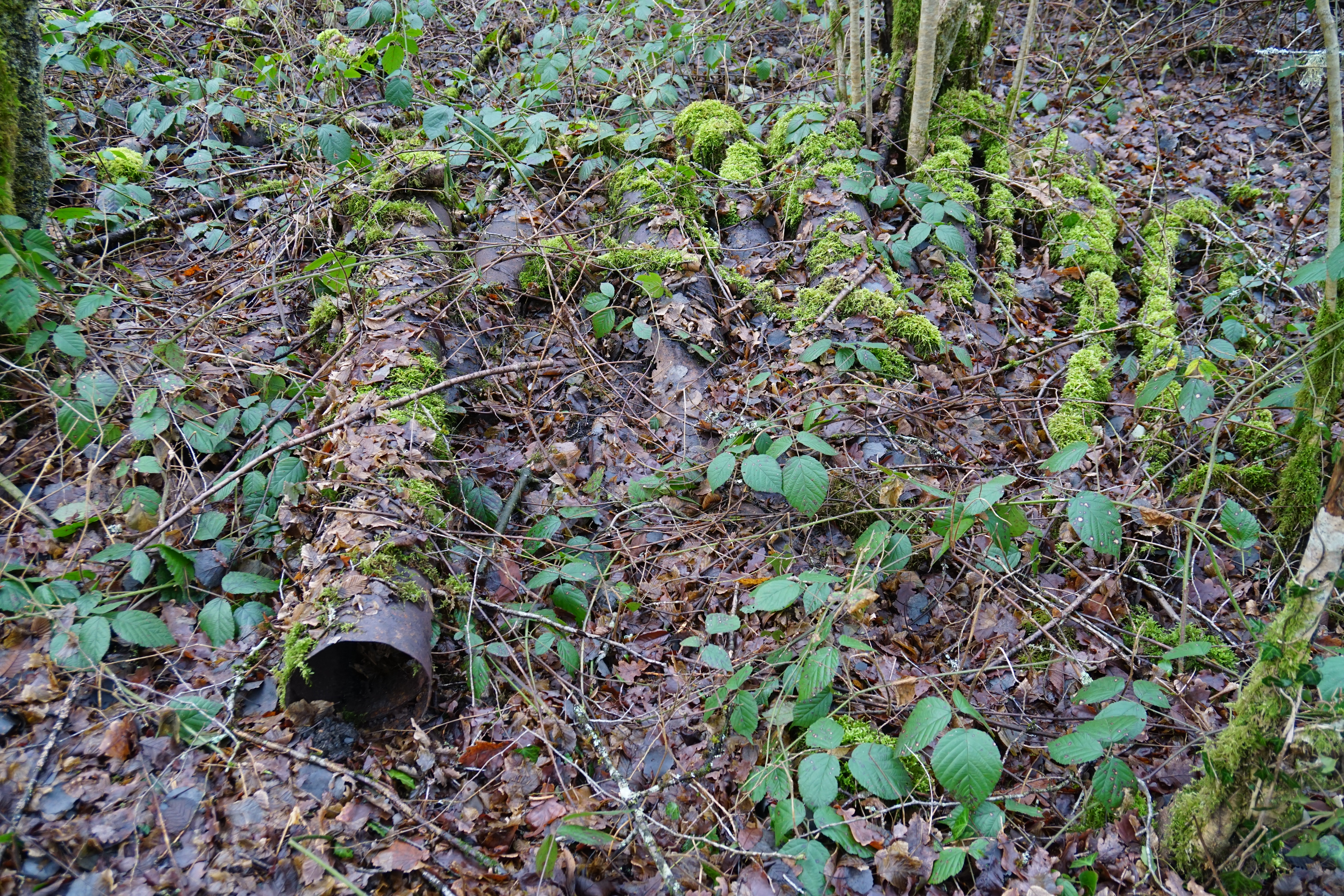
Tuyauterie.

## Production
|                                      | 1879 | 1890  | 1895  |
| ------------------------------------ | ---- | ----- | ----- |
| Production (approximative) en tonnes | 950  | 6 300 | 4 000 |

Au cours de la période 1877-1899, la production oscille entre 1 000 et 15 000 tonnes annuelles.